# El Mastranto, San José Iturbide
El Mastranto är en ort i Mexiko.   Den ligger i kommunen San José Iturbide och delstaten Guanajuato, i den centrala delen av landet, 220 km nordväst om huvudstaden Mexico City. El Mastranto ligger 2 159 meter över havet och antalet invånare är 387.
Terrängen runt El Mastranto är huvudsakligen kuperad, men åt nordost är den platt. Runt El Mastranto är det ganska tätbefolkat, med 124 invånare per kvadratkilometer. Närmaste större samhälle är San José Iturbide, 7,4 km öster om El Mastranto. Trakten runt El Mastranto består i huvudsak av gräsmarker.